# Metzer Epitome
Als Metzer Epitome wird ein spätantikes Geschichtswerk bezeichnet, das dem Leben Alexander des Großen gewidmet ist. 
Der Autor der in lateinischer Sprache verfassten Epitome, einer Kompilation aus älteren Quellen zu Alexander, ist unbekannt. Er lebte im 4. Jahrhundert. Die einzige in der Neuzeit noch erhaltene Handschrift, die im 10. Jahrhundert angefertigt worden war, befand sich in Metz, wovon der Name der Epitome herrührt. Sie wurde 1944 im Zweiten Weltkrieg vernichtet, doch gab es damals bereits zwei Editionen des Textes von 1886 und 1901 sowie eine Abschrift von 1841 in Paris.
Das Werk ist nicht vollständig überliefert, die erhaltenen Teile setzen mit dem Tod des Königs Dareios ein und enden während des indischen Feldzugs Alexanders. In der Metzer Handschrift war der Epitome ein gewöhnlich als Liber de morte testamentoque Alexandri Magni bezeichnetes Werk vorangestellt, das in der Tradition des Alexanderromans steht und die letzten Tage Alexanders behandelt. Dabei handelt es sich um eine lateinische Übersetzung einer griechischen Schrift. Möglicherweise stammt diese Übersetzung vom Autor der Epitome; in diesem Fall hat er sie wohl seiner Kompilation als zweites Buch angefügt.
Die Zuverlässigkeit der Metzer Epitome ist partienweise zweifelhaft, doch bietet sie wertvolles Material, das sich teils nirgendwo anders findet. Es bestehen Gemeinsamkeiten mit den Werken des Quintus Curtius Rufus und der Philippischen Geschichte des Pompeius Trogus (nur bekannt in der Zusammenfassung des Junianus Justinus), weshalb die Epitome eher der sogenannten Vulgatatradition zuzurechnen ist, die auf das Werk des Kleitarchos zurückgeht (siehe Alexanderhistoriker). Christliche Elemente fehlen in der Darstellung des Stoffs.

## Ausgabe
- Peter Hermann Thomas (Hrsg.): Incerti auctoris epitoma rerum gestarum Alexandri Magni cum libro de morte testamentoque Alexandri. 2. Auflage. Teubner, Leipzig 1966.